# James Gandon

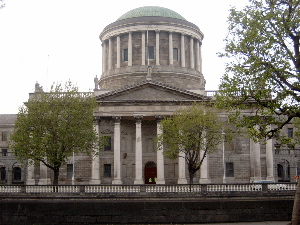
Four Courts w Dublinie

James Gandon (ur. 20 lutego 1742 w Londynie w Wielkiej Brytanii, zm. 1823 w Lucan w Irlandii) – architekt działający w Irlandii na przełomie XVIII i XIX wieku. Jego najbardziej znane dzieła to: The Custom House, Four Courts i King’s Inns w Dublinie oraz wiejska rezydencja (dwór) w Emo w hrabstwie Laois.

## Edukacja i pierwsze projekty
Gandon pochodził z rodziny francuskich hugenotów, którzy w XVIII wieku w wyniku prześladowań uciekli z Francji i osiedlili się w Londynie. Był jedynym synem rusznikarza Petera Gandona (ur. 1713) i Jane Burchall (z domu Wynne). 14-letni Gandon naukę rozpoczął w Akademii Rysunku Shipleya (ang. Shipley's Drawing Academy) gdzie studiował nauki klasyczne, matematykę, sztuki piękne i architekturę. Następnie praktykuje u architekta Williama Chambersa, którego projekty w stylu neoklasycyzmu i palladianizmu wywierają duży wpływ na młodego Gandona i kształtują jego późniejszy styl.
W roku 1765 Gandon rozpoczyna własna praktykę. Jego pierwszym projektem jest The Wodehouse, wiejską rezydencję dla Samuela Helliera położony niedaleko Wombourne. Już po czterech latach w 1769 roku działalność Gandona zostaje doceniona i architekt nagrodzono pierwszym złotym medalem w dziedzinie architektury przez Królewską Akademię. W tym samym czasie Gandon bierze udział w konkursie architektonicznym na Royal Exchange (obecnie City Hall) w Dublinie; choć nie wygrywa (wybrano projekt Thomasa Cooleya) jego praca zostaje zauważona i zdobywa drugą nagrodę. W samym roku projektuje ratusz w Nottingham, a w latach 1769–1771 współpracuje z Johnem Woolfem przy wydaniu Vitruvius Britannicus, która zawiera plany i rysunki neo-palladiańskich budynków takich architektów jak Inigo Jones czy Colen Campbell.

## Projekty w Irlandii

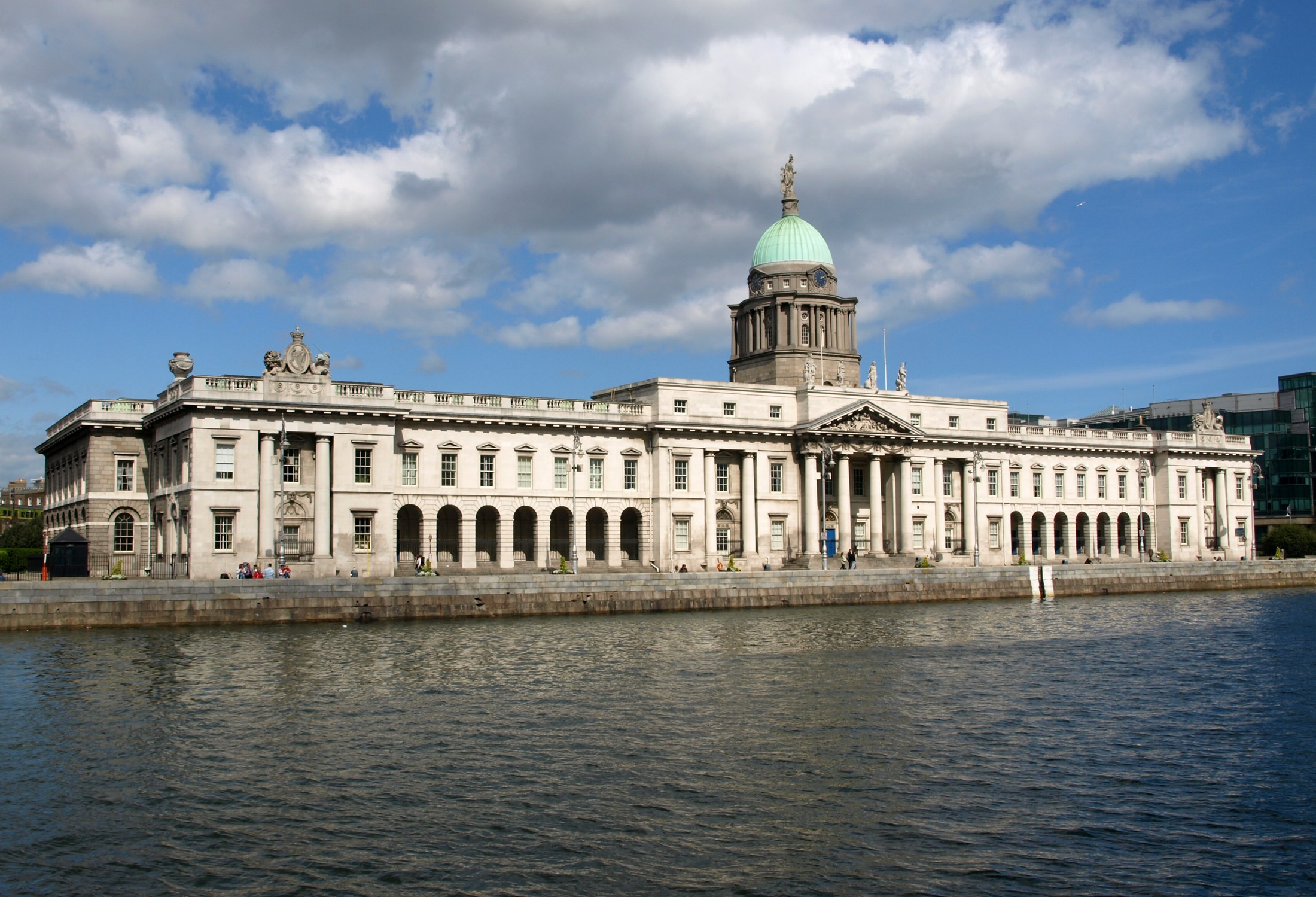
The Custom House w Dublinie

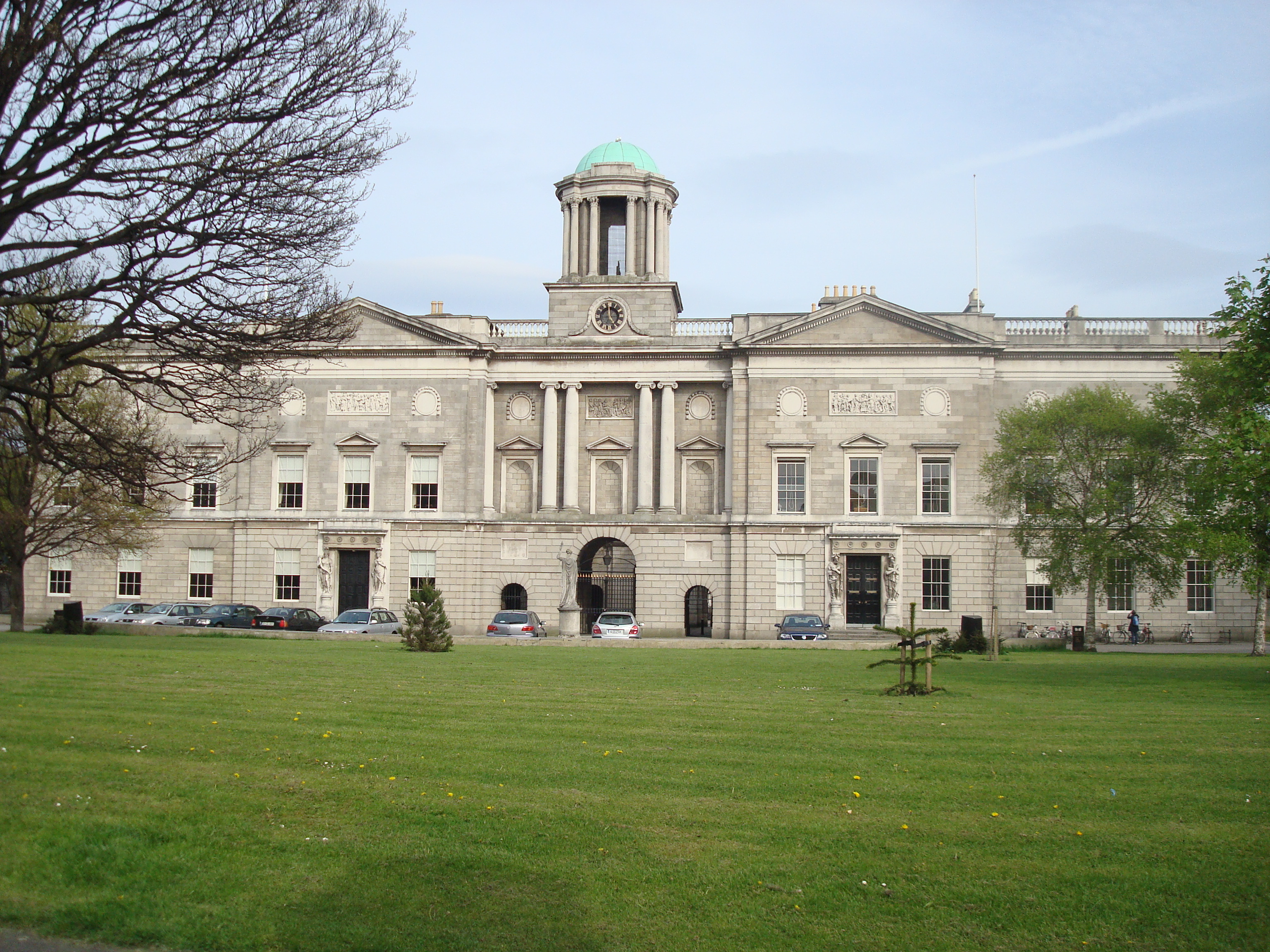
The King’s Inns w Dublinie

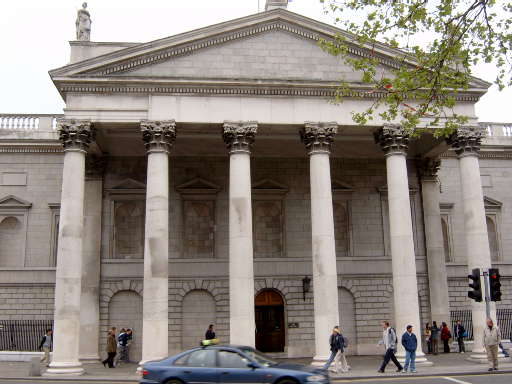
Budynek parlamentu przy Collage Green (obecnie siedziba Bank of Ireland) w Dublinie

- The Custom House – w roku 1780 Gandon nie przyjmuje zaproszenia rodziny Romanowów do przyjazdu i pracy w Petersburgu. Rok później opuszcza jednak Londyn i na zaproszenie 1. earla Portarlington Johna Dawsona i komisarza skarbu Irlandii Johna Beresforda przybywa do Dublina by nadzorować prace nad budową[5]. Po 10 latach budowy w roku 1791 budynek oddano do użytku. Jego koszt wyniósł, olbrzymią jak na tamte czasy sumę, 200 tys. funtów[6].
- Budynek sądu w Waterford, obecnie muzeum Galleries of Justice (1784).
- Szpital Rotunda przy Parnell Street w Dublinie – w latach 1784–1791 według projektu Gandona rozbudowano Rotundę o blok wejściowy i wykonano nową dekorację wnętrz.
- Zamek w Slane – w 1785 roku razem z Jamesem Wyattem i Francisem Johnstonem wykonuje projekt odbudowy zamku dla rodziny Conynghamów.
- Kościół pw. św. Jana Ewangelisty w Coolbanagher w hrabstwie Laois – jedyny kościół jaki zaprojektował Gandon. Prace rozpoczęły się w roku 1782 i trzy lata później odbyła się konsekracja kościoła. Obok kościoła znajduje się Portarlington Mausoleum, gdzie pochowany jest 1. earl Portarlington John Dawson (1744–1798).
- Beresford Place – w latach 1788–1793 projektuje zespół 5 gregoriańskich kamienic miejskich dla Johna Beresforda naprzeciwko północnej elewacji Custom House.
- Dwór w Emo (ang. Emo Court) – neoklasycystyczna wiejska rezydencja[7] tzw. country house dla Johna Dawsona z roku 1790.
- Rezydencja Abbeville w Malahide – zaprojektowana w roku 1792 dla Johna Beresforda. Od 1815 roku do połowy XX wieku należała do rodziny Cooperów. W roku 1969 zakupiona przez Charlesa Haugheya, późniejszego Taoiseacha (premiera Irlandii).
- Four Courts w Dublinie (1796) – po śmierci Thomasa Cooleya w 1784 roku, autora pierwotnego projektu, Gandon przejmuje zlecenie i przeprojektowuje budynek do formy, jaką dzisiaj znamy z charakterystyczną kopułą dominującą od strony rzeki. W czasie irlandzkiej wojny o niepodległość w roku 1922 kopuła zostaje całkowicie zniszczona. Po wojnie budynek wraz z kopułą odbudowany został przez OPW, jednak w jego wnętrzach niewiele pozostało z bogatych projektów Gandona[5].
- King’s Inns w Dublinie – budowę siedziby najstarszego stowarzyszenia prawniczego w Irlandii (The Honorable Society of King’s Inns założonego w roku 1541) rozpoczęto w roku 1785 i prowadzono pod nadzorem jego ucznia Henry’ego Aarona Bakera do roku 1806, a później Francisa Johnstona (dodano wejście od strony Henrietta Street), aż do roku 1821.
- Carlisle Bridge, obecnie O’Connell Bridge – w 1798 roku Gandon zaprojektował nowy most przez rzekę Liffey łączący północny i południowy Dublin jako część prac związanych modernizacją i poszerzaniem głównych ulic miasta przez Wide Streets Commission prowadzonych od roku 1777.
- Rozbudowa dawnego budynku parlamentu (obecnie siedziba Bank of Ireland) – budynek parlamentu zaprojektowany przez Edwarda Lovetta Pearce'a (1699–1733) przy Collage Green został w latach 1785–1789 rozbudowany przez Gandona, który zaprojektował nowe wejście od strony Westmoreland Street i charakterystyczną łukową kolumnadę łączącą oba budynki.
- Wieża kościelna i zakrystia w kościele pw. św. Piotra w Maryborough, obecnie Portlaoise (ok. 1803).

## Życie prywatne
Gandon ożenił się z Eleanorą Smullen w lipcu 1770 roku. Krótko po zaproszeniu go do Dublina (w związku z budową Custom House) jego żona umiera zostawiając mu szóstkę dzieci. Gandon spędził w Irlandii 42 lata. Umarł w roku 1823 w swoim domu w Lucan na przedmieściach Dublina i pochowany został na cmentarzu przy kościele pw. św. Jana Chrzciciela (Drumcondra Church) w dublińskiej dzielnicy Drumcondra.

## Medal im. Jamesa Gandona
W roku 2010 irlandzka izba architektów RIAI ustanowiła i po raz pierwszy przyznała medal imienia Jamesa Gandona „za całokształt twórczości” (ang. RIAI James Gandon Medal for life time achievement in Architecture). 23 listopada 2010 nagrodę otrzymał architekt Ronnald Tallon (ur. 1927) z biura architektonicznego Scott Tallon Walker, który współpracował między innymi przy takich projektach jak: budynek RTÉ Radio, siedziba Bank of Ireland przy Baggot Street, fabryka irlandzkiej firmy tytoniowej P. J. Carroll (obecnie kampus Dundalk Institute of Technology) w Dundalk, budynek Urzędu Miasta Dublina przy Wood Quay czy krzyż papieski w Phoenix Parku.